# 南山カントリークラブ
南山カントリークラブ（なんざんカントリークラブ）は、愛知県豊田市中金町にあるゴルフ場である。

## 概要
南山カントリークラブは、1967年（昭和42年）に起きた「愛知カンツリー倶楽部」の移転騒動にある、県有地にゴルフ場はと県議会で騒ぎが起こった。「名古屋ゴルフ倶楽部」理事長で中部日本放送株式会社会長の佐々部晩穂は、豊田市中金地区を移転先に決めると県議会が収まり、愛知カントリー倶楽部は移転を免れた。
佐々部は、豊田市中金地区に新たなゴルフ場の建設を考え、1971年（昭和46年）11月15日、経営母体「賀茂開発株式会社」を設立し、社長に佐々部が就任した。1972年（昭和47年）3月、「南山カントリークラブ」を創立し、理事長に佐々部が就任した。
ゴルフ場建設用地は早期にまとまったが、豊田市中金地区は、用地面積の半分が保安林だった。その解除に申請から1年6カ月も要した。コース設計は井上誠一に依頼した。尾根と谷が入り組み岩盤が多い用地だが、井上は自身がある後世に誇れるものを造ってみせるといった。
1975年（昭和50年）11月1日、18ホールの造成工事が完成し、仮開場された。大きな岩盤に支えられた谷や岩壁、フェアウェイを塞ぐ露出された岩塊だったり、まるで正反対の作品であった。井上誠一は後に、上手い人はいいコースを造っておけば自然に技術が向上すると語っている。1976年（昭和51年）10月9日、18ホールのゴルフ場は正式に開場された。

## 所在地
- 〒470-0312：愛知県豊田市中金町獅子ヶ谷955番地

## コース情報
- 開場日 - 1975年（昭和50年）11月1日
- 設計者 - 井上 誠一
- 面積 - 1,000,000m2（約30.2万坪）
- コースタイプ - 丘陵コース
- コース - 18ホールズ、パー72、7,034ヤード、コースレート73.7
- フェアウェー - コウライ
- ラフ - ノシバ
- グリーン - 2グリーン、ベント
- ハザード - バンカー60、池が絡むホール5
- ラウンドスタイル - 全組キャディ付、最新GPSナビ導入済、5人乗りカートを導入
- 練習場 - 打席ヤード
- 休場日 - 毎週月曜日1/1（4-6、9-12最終月曜日）[2]

## クラブ情報
- ハウス面積 - 4,000m2（約1,210坪）
- ハウス設計 - 大成建設株式会社
- ハウス施工 - 大成建設株式会社[3]

## ギャラリー
- コース - [4]
- ハウス - [5]

## 交通アクセス
鉄道
- 名鉄豊田線 - 梅坪駅より タクシー利用で約20分[6]。

道路
- 東名高速道路 - 名古屋ICより 約25km 約30分。
- 東名高速道路 - 長久手ICより 約20km 約25分。
- 東名高速道路 - 豊田東ICより 約18km 約30分[6]。

## エピソード
6番ホールは、ぐるりと谷際の尾根上に狭いフェアウェイをめぐらせたホール。
13番ホールは、フェアウェイ280ヤード地点にあり巨大な岩塊は、工事中に動かせずロックバンカーという新品種のハザードを造ってしまったホール。
14番ホールは、急激な無謀なほどの右ドッグレッグの「地獄谷」ホール。
16番ホールは、打ち下ろし岩盤と三つの池をもつ、「南山ではなく難山ではないか」と嘆きたくなるホール。

## 関連文献
- 『ゴルフ場ガイド 西版』、2006-2007、「南山カントリークラブ」、東京 ゴルフダイジェスト社、2006年5月、2021年3月22日閲覧
- 『美しい日本のゴルフコース BEAUTIFUL GOLF CULTURE IN JAPAN 日本のゴルフ110年記念 ゴルフは日本の新しい伝統文化である』、ゴルフダイジェスト社「美しい日本のゴルフコース」編纂委員会編、「「地獄谷」「ロックバンカー」「万里の長城」・・岩盤を最大限に生かした設計家・井上誠一の自信作」、東京 ゴルフダイジェスト社、2013年12月、2021年3月22日閲覧